# Mohamed Rihan
Bahaeddine Mohamed Abdellah Rihan (1 de janeiro de 1979) é um futebolista sudanês que atua como goleiro.

## Carreira
Mohamed Rihan representou o elenco da Seleção Sudanesa de Futebol no Campeonato Africano das Nações de 2012.